# Rodolf Hervé
Rodolf Hervé született Daniel Rodolf Hervé (Párizs, 1957. május 2. – Párizs, 2000. október 13.) magyar származású francia fotóművész. Édesapja Lucien Hervé magyar származású fotográfus, számos ismert építész – köztük Le Corbusier – világhírű fotósa. Rodolf Hervé számára a Magyarországgal való kapcsolat gyermekkorától kezdve természetes volt, ugyanúgy, ahogyan a művészet, a művésszé válás is.